# Mariano de Ariztía Astaburuaga
Mariano Ariztía Astaburuaga (Hacienda Huentelauquén, Canela, 2 de febrero de 1791-Valparaíso, 15 de abril de 1859) 
fue un político y hacendado chileno.
Nació en la hacienda Huentelauquén, ubicada en el antiguo departamento de Illapel, el 2 de febrero de 1791. Era hijo de Luis de Ariztía Meoque, originario de Navarra y de Francisca de Astaburuaga Pizarro.
Estudió en escuelas locales de La Serena y con una institutriz británica personal. Dio exámenes en el Instituto Nacional en 1821, fecha en que emigró hacia Santiago. Casó el 2 de abril de 1819 con Josefa Urmeneta García-Abello.
Miembro de la Asamblea Provincial de Coquimbo (1825-1826), cuando se instaló el sistema federalista de gobierno.
Secretario del Ministerio de Guerra y Marina, del presidente José Tomás Ovalle, ministerio ocupado por Diego Portales, quien a la vez era ministro universal. Elegido Diputado por La Serena en 1831.
Elegido también Senador por la provincia de Coquimbo, de 1831 a 1834.
En 1855 es elegido en propiedad como diputado por Ovalle, integrando en este período la Comisión permanente de Elecciones y Calificadora de Peticiones.
Luego de esta representación en el Congreso Nacional, se retiró a Valparaíso, donde vivió hasta su fallecimiento el 15 de abril de 1859.[cita requerida]